# Sučany
Sučany (ungarisch Szucsány – bis 1895 Szucsán) ist eine große Gemeinde in der Mittelslowakei mit 4749 Einwohnern (Stand 31. Dezember 2024), administrativ Teil des Okres Martin innerhalb des Žilinský kraj. In der traditionellen Landschaft Turz (slowakisch Turiec) ist Sučany nach Einwohnerzahl die größte nichtstädtische Gemeinde.

## Geographie

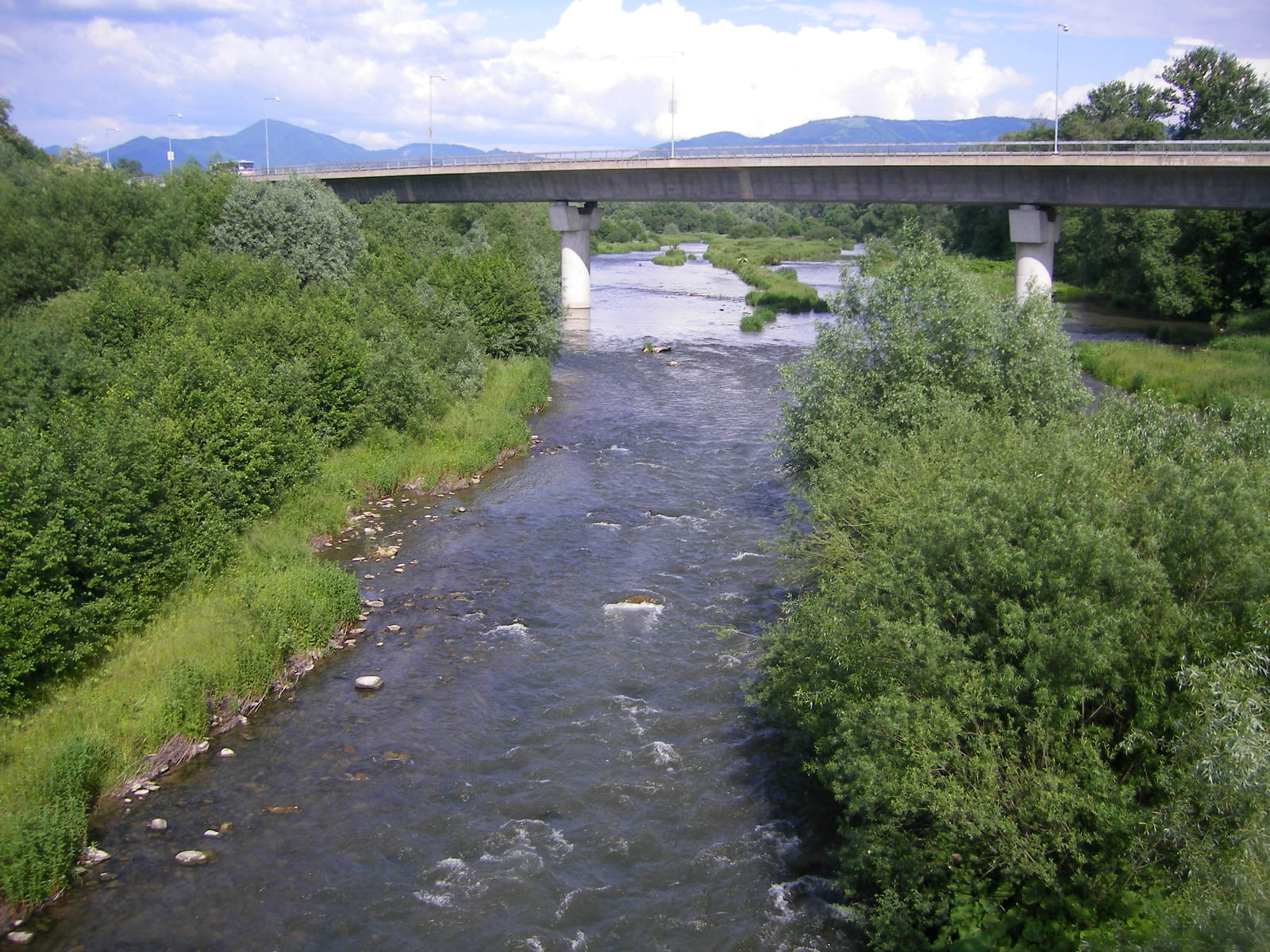
Die Waag bei der Straßenbrücke nach Turany

Die Gemeinde liegt im Talkessel Turčianska kotlina an beiden Ufern der Waag sowie an deren Kanal Krpeliansky kanál. Nördlich der Waag hat die Gemeinde Anteil an der Kleinen Fatra, weiter östlich erhebt sich die Große Fatra. Höchster Punkt des 33,26 km² großen Gemeindegebietes ist der Malý Kriváň in der Kleinen Fatra mit 1671 m n.m. Das Ortszentrum liegt auf einer Höhe von 393 m n.m. und ist acht Kilometer von Martin, 30 Kilometer von Žilina sowie 33 Kilometer von Ružomberok entfernt.
Nachbargemeinden von Sučany sind Krasňany im Norden, Turany im Osten, Turčianska Štiavnička im Südosten, Sklabinský Podzámok im Süden, Martin und Turčianske Kľačany im Westen sowie Lipovec und Nezbudská Lúčka im Nordwesten.

## Geschichte

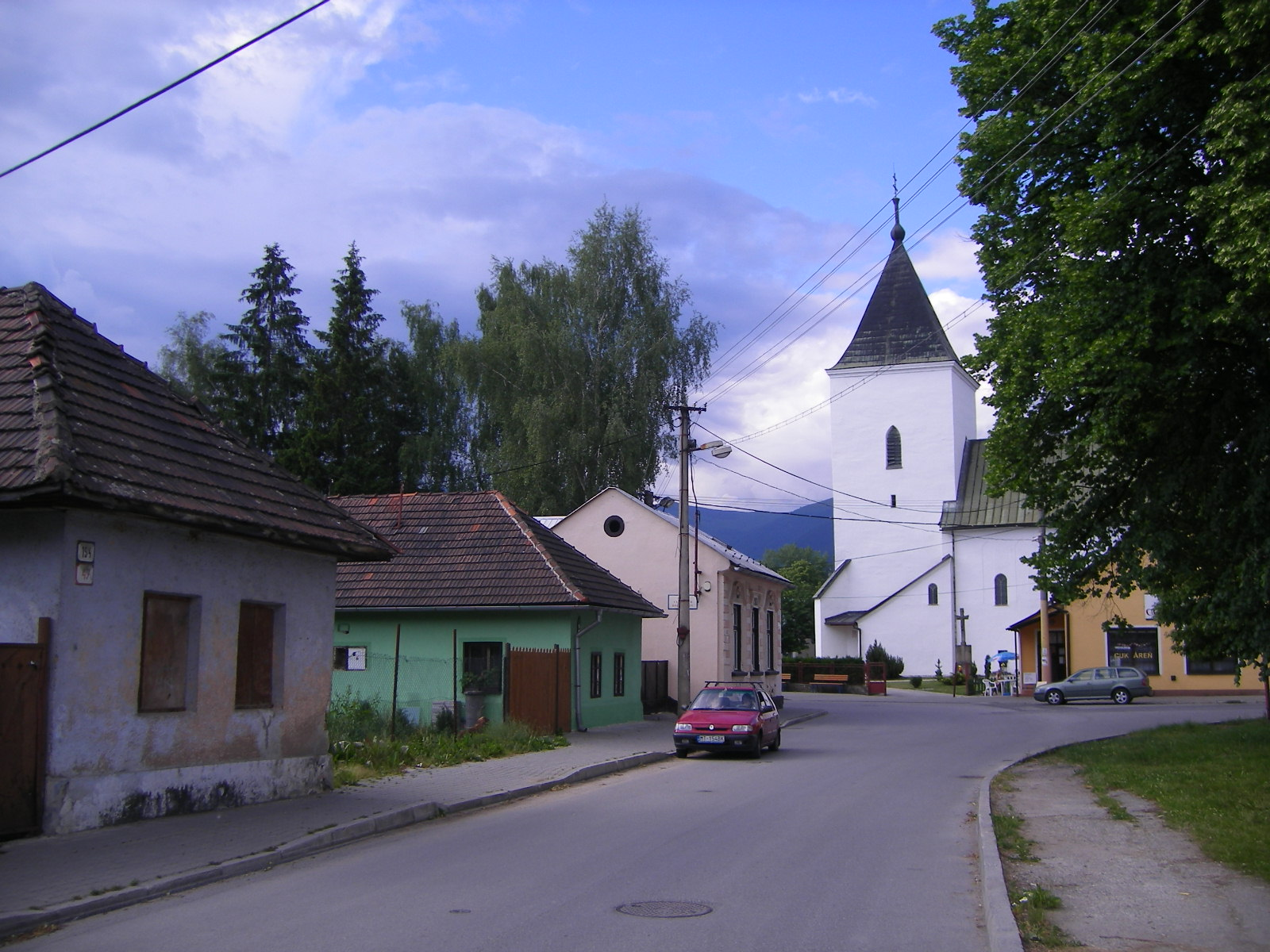
Blick auf die katholische Kirche und den Ort

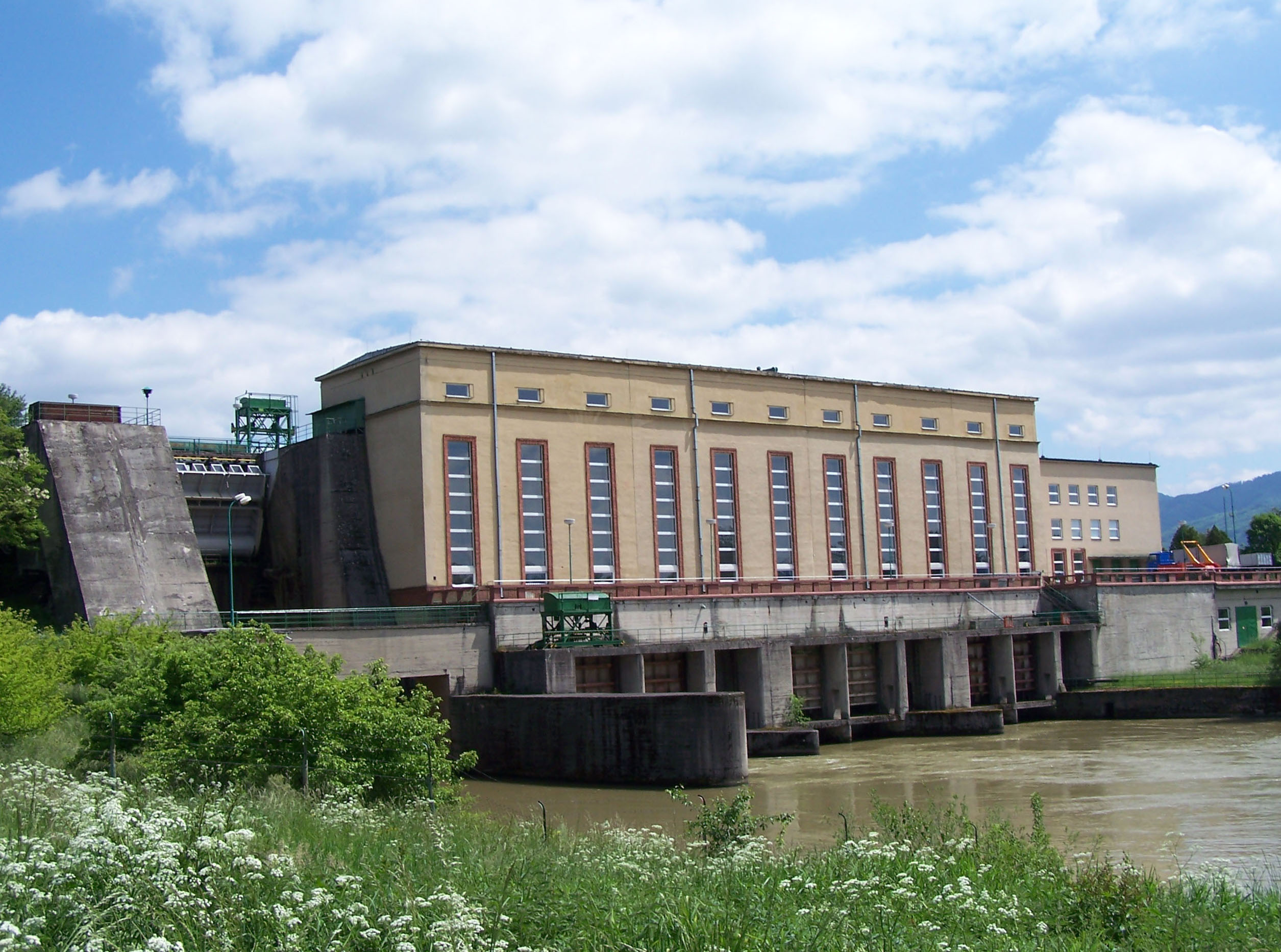
Wasserkraftwerk an der Waag

Das heutige Gemeindegebiet ist seit der Jungbronzezeit dauerhaft besiedelt, als hier sich Angehörige der Lausitzer Kultur niederließen und je eine Burgstätte in den Gemarkungen Hradiská und Skala bauten. Weiter fand hier man Spuren der Puchauer Kultur, die Kontakte mit dem Römischen Reich unterhielt. Die Slawen erreichten das Gebiet im 9. Jahrhundert und bewohnten zur Zeit des Mährerreichs und frühen ungarischen Staates die alten Burgstätten.
Bis zum 13. Jahrhundert war das Gebiet königliche Besitzung im sogenannten Sohler Dominium, erst im 14. Jahrhundert entstand das Komitat Turz. Der Ort wurde zum ersten Mal 1258 als Suchan schriftlich erwähnt und war damals Besitz eines gewissen Detrich, Sohn von Mikó, später Besitz der Burg Sklabiňa. 1350 wurde Sučany zum Marktflecken (Oppidum) und erhielt eigene Verwaltung, Hochgerichtsbarkeit, Befreiung von Maut, weiter das Recht, Bier zu brauen und Branntwein zu herstellen. Im 15. Jahrhundert kam noch ein Salzlager, in dem Salz aus Polen gelagert war. Die ursprüngliche Urkunde ging bereits im 15. Jahrhundert verloren, deshalb sind diese Rechte nur aus der späteren Erneuerung bekannt.
In der Neuzeit war Sučany Sitz eines Herrschaftsgebiets, seit 1541 unter der Kontrolle des Geschlechts Nyáry, das neben Sučany selbst auch die Orte Podhradie, Nolčovo, Krpeľany und Konské (heute Teil von Podhradie) umfasste. 1557 wohnten 84 Haushalte im Ort, 1715 waren es 83 Haushalte. Im 18. Jahrhundert kamen Juden nach Sučany und wurden bald zur Oberschicht des Städtchens und ließen 1820 eine Synagoge bauen. 1828 zählte man 221 Häuser und 1425 Einwohner, die als Händler, Hutmacher und Landwirte beschäftigt waren. Durch den Bau den Kaschau-Oderberger Bahn in den frühen 1870er Jahren kam es zum Aufschwung der Industrie: so entstanden in Sučany drei Brennereien, eine Ziegelei (Gründungsjahr 1878) und Dampfsäge (Gründungsjahr 1894). Im Ersten Weltkrieg kamen 50 Einwohner des Ortes ums Leben.
Bis 1918 gehörte der im Komitat Turz liegende Ort zum Königreich Ungarn und kam danach zur Tschechoslowakei beziehungsweise heute Slowakei. In der ersten tschechoslowakischen Republik entwickelte sich das Kulturleben, ebenso wie die Industrie. Kurz nach der Gründung des Slowakischen Staates kam es am 25. April 1939 zu einer Demonstration gegen die Staatspartei, die durch Armeeeinsatz aufgelöst wurde. 1942 wurde die jüdische Gemeinde durch Vertreibung in deutsche Vernichtungslager nahezu vollständig ausgelöscht. Kurz nach dem Ausbruch des Slowakischen Nationalaufstandes wurde die Gegend hart umkämpft, wobei 52 Personen fielen.
Nach dem Ende des Zweiten Weltkriegs wurde fast der gesamte Ortskern verbaut, es entstand ein Wasserkraftwerk an der Waag nördlich von Sučany, die Fabrik Prefa zur Herstellung von vorgefertigten Bauteilen, das Holzwerk Drevona und modernisierte Ziegelei. Somit ist Sučany bis heute eine von Industrie geprägte Gemeinde.

## Bevölkerung
| Jahr                | 1994 | 2004    | 2014    | 2024    |
| ------------------- | ---- | ------- | ------- | ------- |
| Anzahl der Personen | 4412 | 4644    | 4661    | 4749    |
| Unterschied         |      | +5,25 % | +0,36 % | +1,88 % |

| Jahr                | 2023 | 2024    |
| ------------------- | ---- | ------- |
| Anzahl der Personen | 4801 | 4749    |
| Unterschied         |      | −1,08 % |

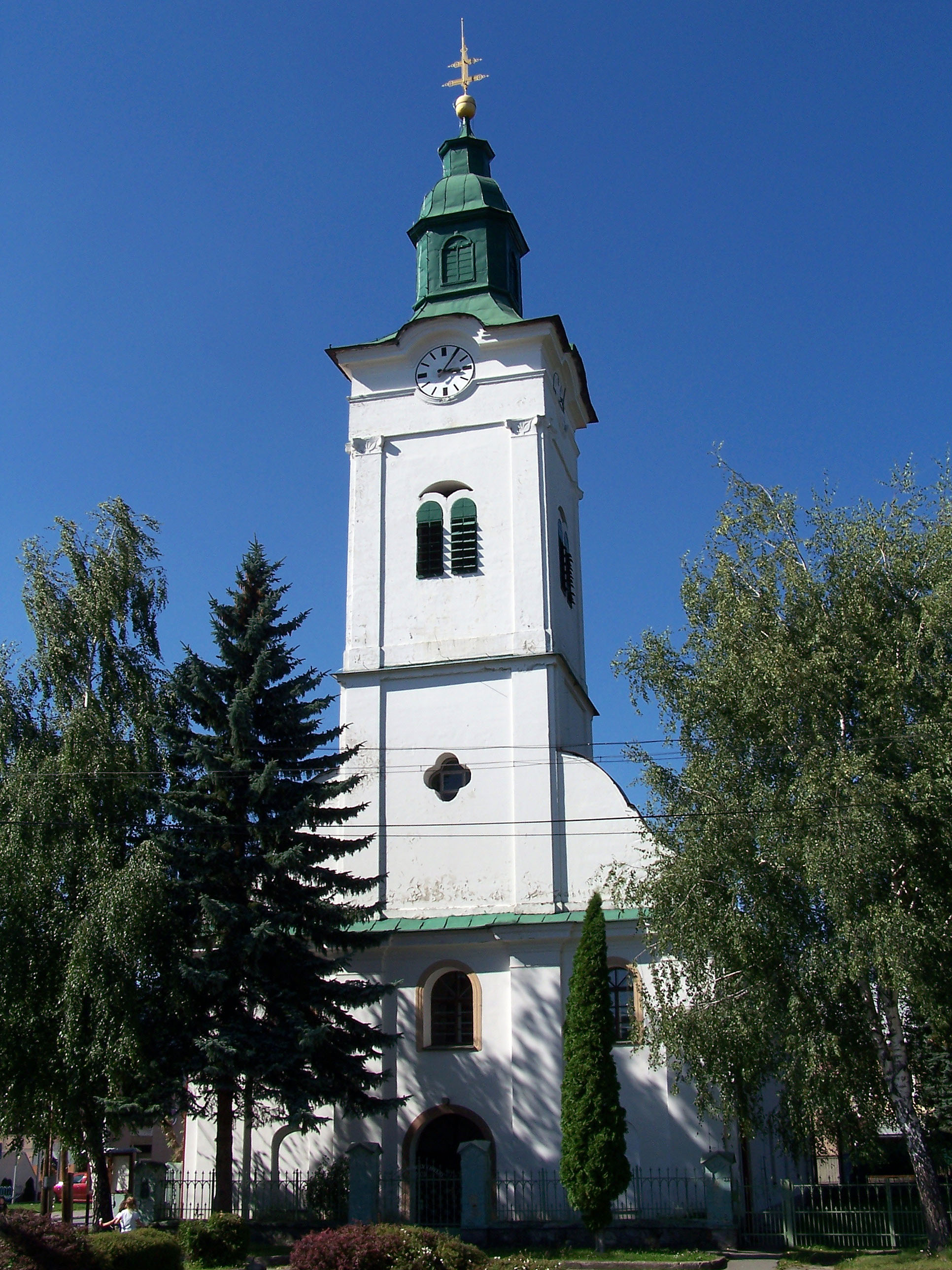
Evangelische Kirche

Nach der Volkszählung 2011 wohnten in Sučany 4673 Einwohner, davon 4276 Slowaken, 51 Roma, 21 Tschechen, 7 Polen, jeweils 4 Magyaren und Mährer, 3 Deutsche, 2 Bulgaren und 1 Russe. 3 Einwohner gaben eine andere Ethnie an und 301 Einwohner machten keine Angabe zur Ethnie.
2267 Einwohner bekannten sich zur römisch-katholischen Kirche, 1102 Einwohner zur Evangelischen Kirche A. B., 25 Einwohner zur evangelisch-methodistischen Kirche, 9 Einwohner zur Pfingstbewegung, 7 Einwohner zu den Siebenten-Tags-Adventisten, 4 Einwohner zur Bahai-Religion, 3 Einwohner zu den Zeugen Jehovas, jeweils 2 Einwohner zur orthodoxen Kirche und zur reformierten Kirche sowie 1 Einwohner zu den Baptisten; 48 Einwohner bekannten sich zu einer anderen Konfession. 742 Einwohner waren konfessionslos und bei 448 Einwohnern wurde die Konfession nicht ermittelt.

## Bauwerke und Denkmäler
- römisch-katholische Kirche Mariä Himmelfahrt (bis 1977 St. Sophia) aus dem 13. Jahrhundert, 1590 erneuert und erweitert, nach 1774 barockisiert. Im Inneren weist die Kirche gotische architektonische Details auf, die Ausstattung stammt größtenteils aus dem 18. Jahrhundert
- evangelische Toleranzkirche aus dem Jahr 1783, der Turm wurde erst 1859 gebaut
- Pranger aus dem 19. Jahrhundert
- Geburtshaus von Juraj Langsfeld
- Gemeinsames Grab von 55 Partisanen, die im Slowakischen Nationalaufstand fielen

## Bildung
Die Gemeinde betreibt einen Kindergarten mit vier Klassen sowie eine Grundschule mit neun Klassen, die den Namen des Slowakischen Nationalaufstandes trägt.
Bekannt ist das 1991 gegründete bilinguale Milan-Hodža-Gymnasium (slowakisch Bilingválne gymnázium Milana Hodžu), wo Unterricht auf Slowakisch und Englisch stattfindet und die Matura in beiden Sprachen abgelegt wird.

## Verkehr

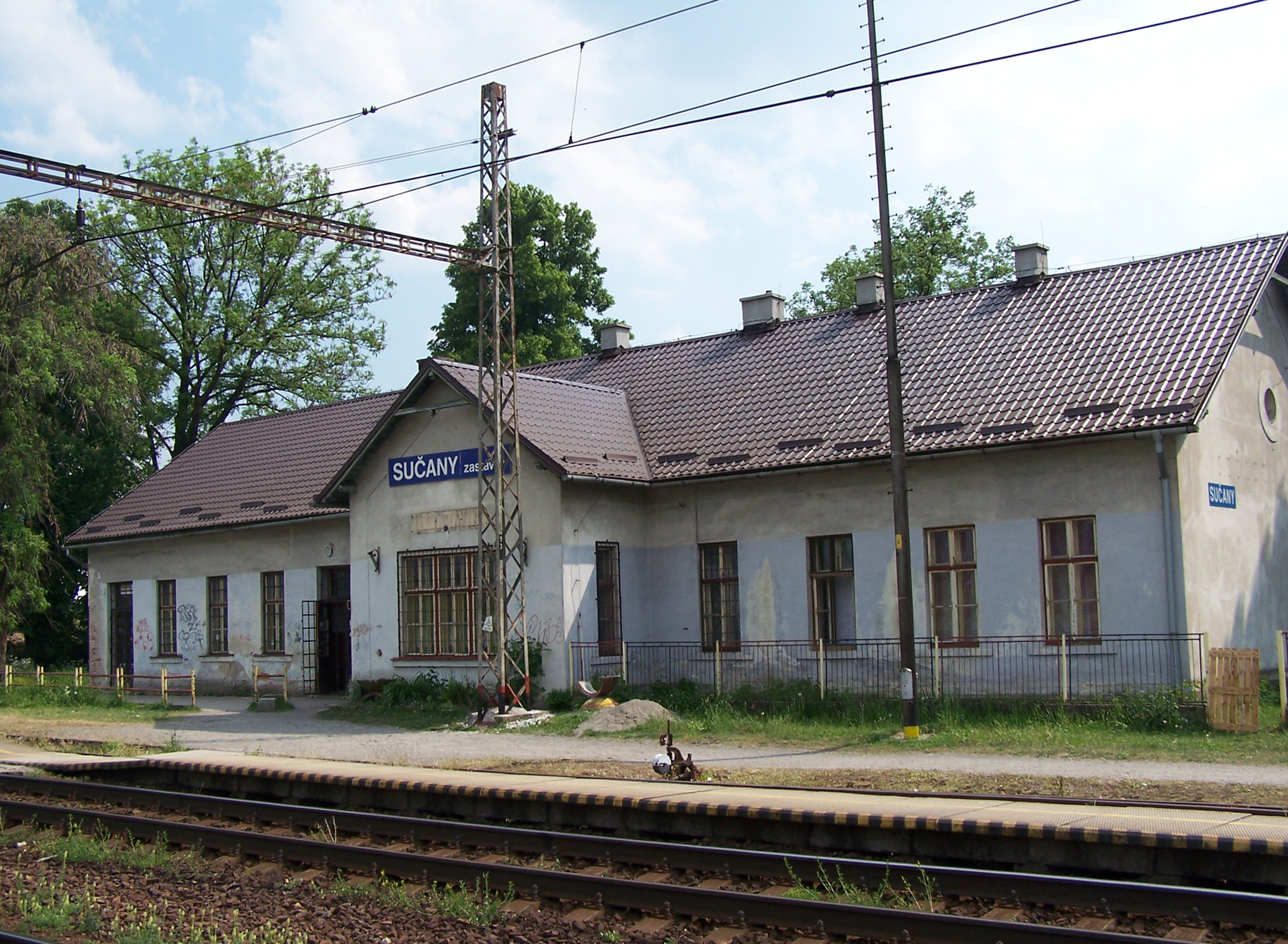
Haltestelle Sučany

Durch Sučany verläuft die Straße 1. Ordnung 18 von Martin nach Ružomberok, im Ort zweigen Straßen 3. Ordnung Richtung Podhradie und Turčianska Štiavnička ab. Fernverkehr nutzt seit dem 10. Juli 2015 den fertigen Abschnitt Dubná Skala–Turany der Autobahn D1, die hier in einem Streifen zwischen der Eisenbahn und der Waag verläuft.
Die Gemeinde besitzt eine Haltestelle an der zweigleisigen Bahnstrecke Košice–Žilina, an dem täglich mehrere Nahverkehrszugpaare anhalten. Anbindung an Schnell-, IC- und EC-Züge besteht im siebeneinhalb Kilometer entfernten Bahnhof Vrútky.

## Persönlichkeiten
- Daniel Sinapius-Horčička (1640–1688), slowakischer evangelischer Theologe und Schriftsteller
- Juraj Langsfeld (1825–1849), slowakischer Lehrer und Offizier der slowakischen Freiwilligenarmee in der Revolution 1848/49
- Milan Hodža (1878–1944), slowakischer Journalist, Politiker und Ministerpräsident der Tschechoslowakei (1935–1938)